# Aphantophryne pansa
Aphantophryne pansa är en groddjursart som beskrevs av Fry 1917. Aphantophryne pansa ingår i släktet Aphantophryne och familjen Microhylidae. IUCN kategoriserar arten globalt som livskraftig. Inga underarter finns listade i Catalogue of Life.